# Ẽ
Ẽ (minúscula: ẽ) es una letra E a la que la virgulilla indica una vocal nasal. Es la quinta letra del alfabeto guaraní y se usa en muchas otras lenguas americanas de Brasil, como el kaingang. También se encuentra en umbundu y otras lenguas bantúes relacionadas. En el AFI, /ẽ/ también representa el sonido nasal de "e".
En vietnamita, se usaba para representar una E con un tono ngã.

## Emiliano-Romañol
En Emiliano-Romañol la ẽ se usa para representar el sonido [ẽː], por ejemplo, galẽna [gaˈlẽːna] "gallina".

## Documentos antiguos
En documentos españoles antiguos, la E con virgulilla se usaba habitualmente como abreviatura de em  o en a final de sílaba, como, por ejemplo en: «no duró muchos tiẽpos eſte reconoſcimiẽto de Nauarra» (no duró muchos tiempos este reconoscimiento de Navarra). Idéntico uso se daba en italiano (toscano), donde podemos encontrar ejemplos como tẽpo en lugar de tempo.

## Unicode
| Carácter      | Ẽ                                 | Ẽ                                 | ẽ                               | ẽ                               |
| ------------- | --------------------------------- | --------------------------------- | ------------------------------- | ------------------------------- |
| Unicode       | LATIN CAPITAL LETTER E WITH TILDE | LATIN CAPITAL LETTER E WITH TILDE | LATIN SMALL LETTER E WITH TILDE | LATIN SMALL LETTER E WITH TILDE |
| Codificación  | decimal                           | hex                               | decimal                         | hex                             |
| Unicode       | 7868                              | U+1EBC                            | 7869                            | U+1EBD                          |
| UTF-8         | 225 186 188                       | E1 BA BC                          | 225 186 189                     | E1 BA BD                        |
| Ref. numérica | &#7868;                           | &#x1EBC;                          | &#7869;                         | &#x1EBD;                        |